# Táv-felügyelő
A Táv-felügyelő (eredeti cím: Wire Room) 2022-es amerikai akciófilm, melyet Brandon Stiefer forgatókönyvéből Matt Eskandari rendezett. A főbb szerepekben Bruce Willis és Kevin Dillon látható.
A Lionsgate Films forgalmazásában 2022. szeptember 2-án jelent meg korlátozott számú moziban és VOD-on. DVD és Blu-ray megjelenése 2022. október 11-én volt.
Willisnek ez volt az egyik utolsó szerepe, aki visszavonult a színészkedéstől, mert frontotemporális demenciát diagnosztizáltak nála.

## Cselekmény
Shane Mueller, a Nemzetbiztonsági Hivatal ügynöke egy olyan high-tech parancsnoki központot vezet, amely a legveszélyesebb bűnözőket figyeli. Az újonc Justin Rosának a fegyvercsempész kartell tagját, Eddie Flynnt kell megfigyelnie, és mindenáron életben kell tartania. 
Amikor egy kommandós csapat érkezik Flynn házához, Rose megszegi a protokollt, és közvetlenül a gengszterrel veszi fel a kapcsolatot, hogy megmentse az életét. A fegyveresek betörnek egy lehallgatott szobába, és káosz alakul ki, Mueller és Rosa egy utolsó, kétségbeesett kísérletet tesznek, hogy szembeszálljanak a korrupt ügynökökkel és hivatalnokokkal, akik bizonyítékokat akarnak megsemmisíteni és mindkettőjüket megölni.

## Szereplők
| Szerep         | Színész         | Magyar hang  |
| -------------- | --------------- | ------------ |
| Justin Rosa    | Kevin Dillon    | Széles Tamás |
| Shane Mueller  | Bruce Willis    | Sörös Sándor |
| Eddie Flynn    | Oliver Trevena  | Epres Attila |
| Roberts seriff | Texas Battle    | Papp Dániel  |
| Mike Axum      | Cameron Douglas | Zámbori Soma |
| Nour Holborow  | Shelby Cobb     |              |

## Fordítás
- Ez a szócikk részben vagy egészben  a   Wire Room című angol Wikipédia-szócikk fordításán alapul.  Az eredeti cikk szerkesztőit annak laptörténete sorolja fel. Ez a jelzés csupán a megfogalmazás eredetét és a szerzői jogokat jelzi, nem szolgál a cikkben szereplő információk forrásmegjelöléseként.